# 希莱纳大学
希莱纳大学（Schreiner University）是一所位于美國德克萨斯州克爾維爾的私立长老会大学。该大学每年大約招收1300名本科生和研究生。它提供超过40个四年制本科课程和一个工商管理碩士以及一個教育硕士。该校成立于1923年，自1932年以来開始男女同校。

## 外部鏈接
- 官方网站